# Dům U Modré hvězdy (Týn nad Vltavou)
Dům U Modré hvězdy čp. 252 na rohu náměstí Míru a ulice Horní Brašov patří mezi významné nemovité kulturní památky města Týna nad Vltavou v okrese České Budějovice. Název domu je odvozen od domovního znamení – modré sedmicípé hvězdy.  Rozlehlý, původně renesanční objekt s klenutým přízemím a sklepy a s věžovitým nárožním rizalitem je součástí městské památkové zóny Týn nad Vltavou, vyhlášené 19. listopadu 1990.

## Historie
Přesné datum výstavby domu na vltavotýnském náměstí není známo, měl zde s největší pravděpodobností existovat již v době před velkým požárem, který poničil město v roce 1564. V dalších dokumentech je uvedeno, že arcibiskupský hejtman Václav Vltavský v roce 1636, kdy přestal vykonávat svůj úřad, zakoupil dům (čp. 252) na „hořejším rynku“ a později koupil i další domy a pozemky ve městě. V roce 1677 bylo jmění Václava Vltavského rozděleno a dům U Modré hvězdy získal primátor Týna Kašpar Kamperl. V záznamech je uvedeno, že se jednalo o dům „velmi krásně položený“, který měl v přízemí světnici, dva krámy a dva sklepy, v patře pak tři pokoje a tři komory. K domu patřila též sýpka a stáje pro 10 koní a 10 krav.

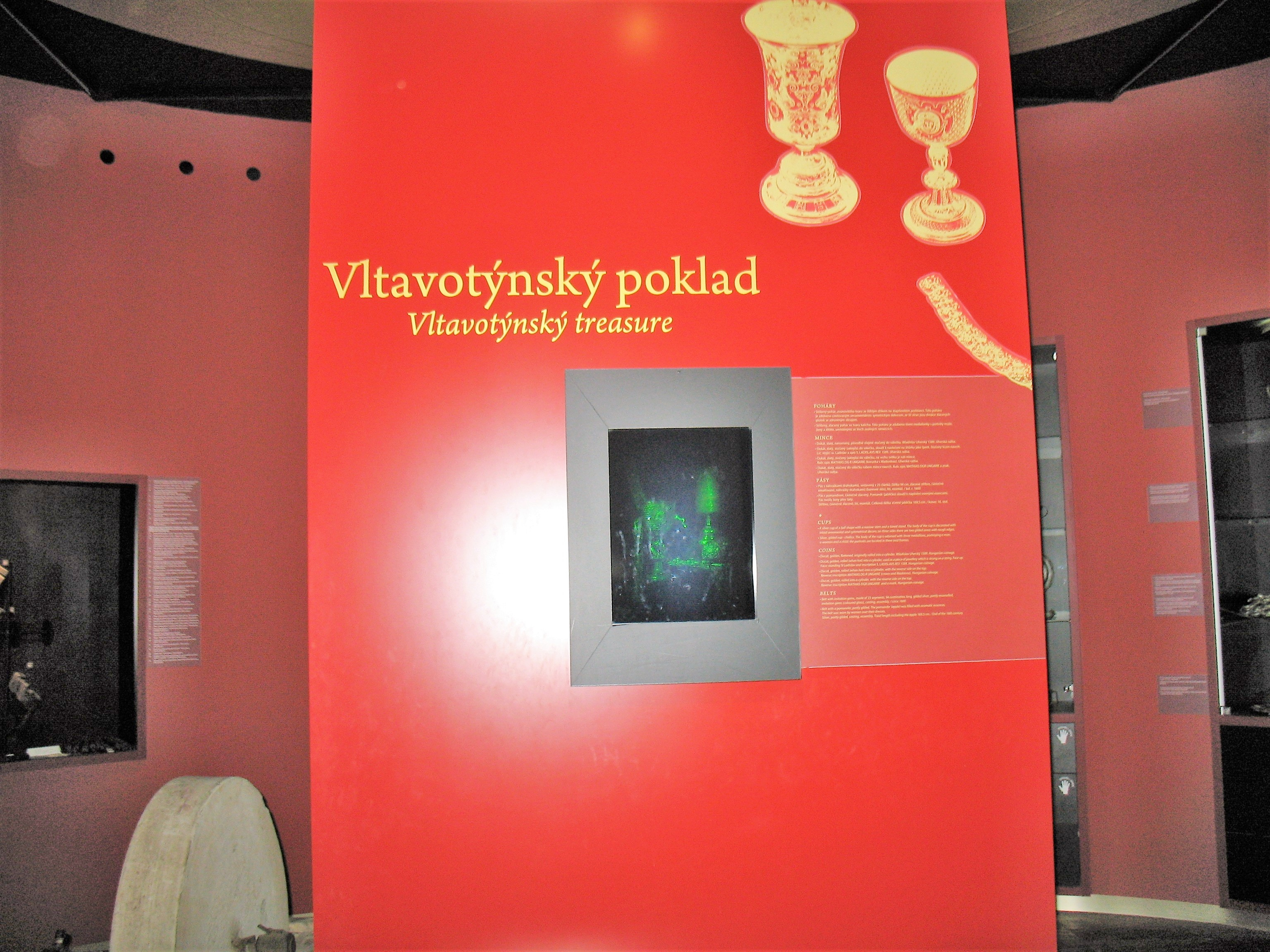
Vyobrazení pokladu z domu U Modré hvězdy v městském muzeu

O 22 let později po smrti primátora Kamperla dům získala rodina hejtmana týnské solnice Vincence Gottfrieda Zieglera. V roce 1726 dům odkoupil od Zieglerových místní perníkář Jiří Tytz. Po rodině Tytzových, která byla sňatkem spřízněna s rodinou týnského primátora Václava Dubského, se zde střídali další vlastníci. Od počátku 19. století až do roku 1909 dům vlastnila rodina mydláře Jana Happla a jeho potomků. V roce 1909 dům U Modré hvězdy koupil knihkupec a nakladatel Jan Kučera, který měl syna Bohuslava - proto se o domě hovoří též jako o  domě „U Kučerů“. Jan Kučera i jeho syn Bohuslav zemřeli v roce 1936.

### Nález pokladu
V letech 1970–1971 proběhla rozsáhlá rekonstrukce celého objektu, během které získal dům U Modré hvězdy opět svou někdejší podobu z doby po velkém požáru v roce 1796. Mimo jiné byla obnovena charakteristická věžička na nároží náměstí Míru a ulice Horní Brašov.
Dne 19. února 1970 během stavebních prací  byl  v domě nalezen unikátní soubor zlatých a pozlacených předmětů z období renesance. Poklad tvoří soubor dvou zlacených ženských pásů, dvou stříbrných, silně zlacených kalichů, a čtyř zlatých mincí. Kalichy a pásy pocházejí pravděpodobně ze sklonku 16. století. Mezi mincemi jsou dva zlaté dukáty uherského krále Matyáše Korvína (1458–1490) a zlatý dukát krále Vladislava II. Jagellonského. Poslední z mincí pochází z pozdější doby – jedná se o zlatý uherský dukát císaře Rudolfa II. (1576–1608). V Městském muzeu v Týně nad Vltavou je poklad vyobrazen v podobě hologramu, samotný soubor cenných předmětů je ve zdejších expozicích, případně jinde v ČR nebo v zahraničí, vystavován jen výjimečně.

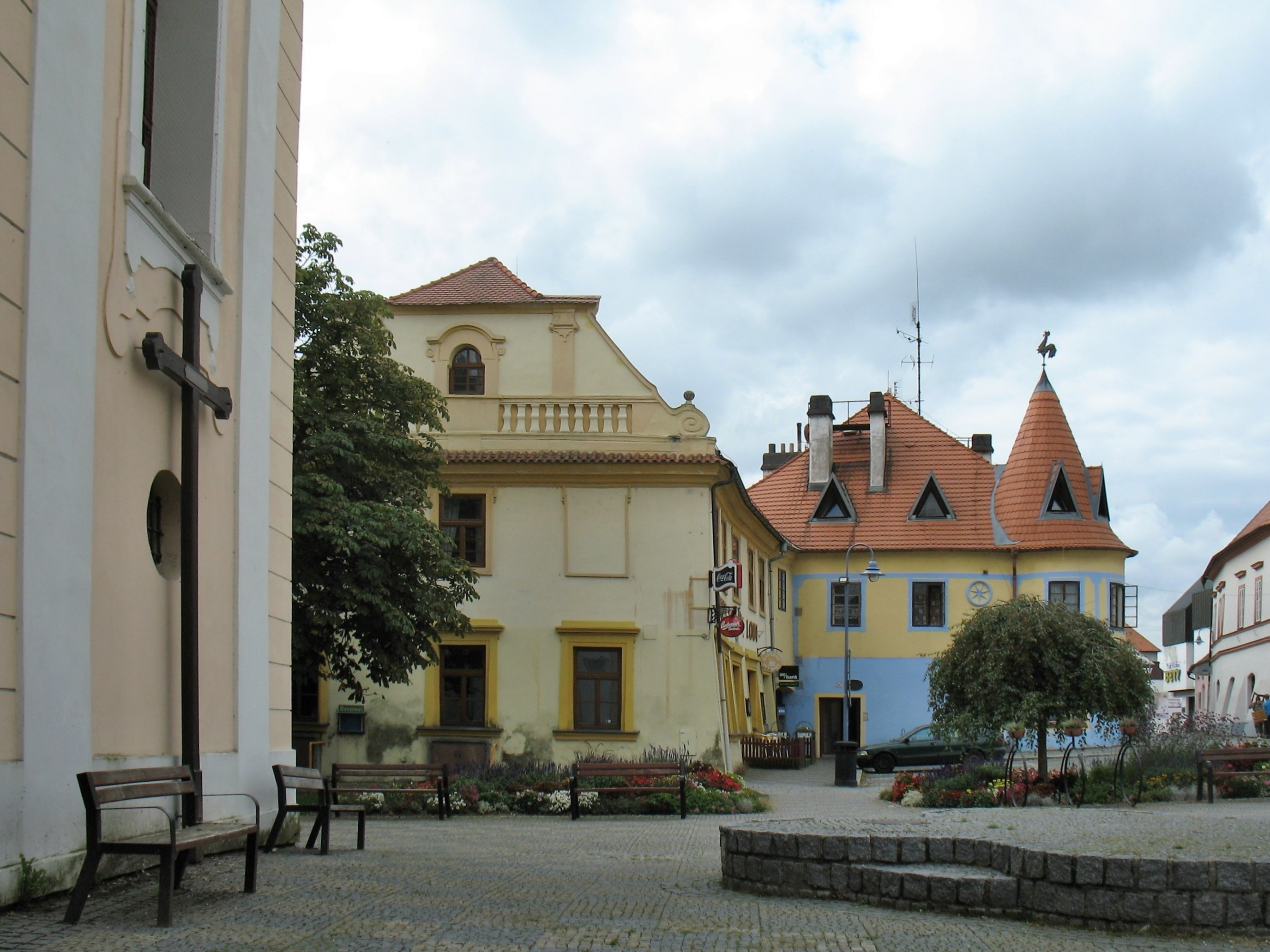
Pohled od východu: zleva kostel svatého Jakuba, dům U Zlaté lodi a dům U Modré hvězdy

## Popis
Dům stojí v historickém centru Týna nad Vltavou v jihozápadním rohu náměstí, boční (severní) stranou je obrácený do ulice Horní Brašov. Budova bezprostředně sousedí s vedlejším domem čp. 251, respektive hotelem U Zlaté lodi, který je rovněž kulturní památkou. (Původně byla mezi čp. 252 a sousedním domem čp.251 úzká proluka, tvořící průchod z náměstí). Od dominanty náměstí, kostela svatého Jakuba, založeného již ve 13. století, je dům U Modré hvězdy vzdálený jen asi čtyři desítky metrů.
Přízemí domu je nápadně opticky odděleno od prvního patra odlišnou barvou fasády a dalšími barevnými prvky, včetně domovního znamení – modré sedmicípé hvězdy v kruhu stejné barvy. Středověký původ domu U Modré hvězdy dosvědčují mj. patrové klenuté sklepy, které pravděpodobně byly v minulosti součástí vltavotýnského podzemí.  V přízemí a v suterénu budovy jsou prostory zaklenuté  hřebínkovou a valenou výsečovou klenbou. Nejcharakterističtějším stavebním prvkem je válcový rizalit s vížkou a kuželovou střechou. Za domem je rozlehlý dvůr, který se svažuje směrem na jih k řece Vltavě a k Puchmayerově ulici. Památková ochrana se vztahuje na celý areál.